# Objekt 19
Objekt 19 (russisch Объект 19) war das Entwicklungskonzept eines schwimmfähigen Schützenpanzers aus sowjetischer Entwicklung und eines der wenigen Panzerfahrzeuge, die Rad- und Kettenantrieb verwendeten. Objekt 19 war kein Halbkettenfahrzeug, da die Traktion entweder durch Rad oder Kette erfolgt.

## Entwicklungsgeschichte
In den frühen 1960er-Jahren begannen auf Anweisung des Verteidigungsministeriums der UdSSR Entwicklungen einer Reihe von Konzepten für einen neuen Schützenpanzer, der zeitnah bei der Sowjetarmee eingeführt werden sollte. Zu den Hauptanforderungen, die vom Verteidigungsministerium gestellt wurden, zählten:
- ein effektiver Schutz der Besatzung vor Massenvernichtungswaffen
- eine starke Feuerkraft, die nach Möglichkeit das Verschießen von Lenkflugkörpern ermöglichen sollte
- Amphibientauglichkeit
- Hohe Geländegängigkeit, um Kampfpanzern ins Gelände folgen zu können.[1]

Eine dieser Entwicklungen war „Objekt 19“. Die Entwicklung wurde im Altaiski Traktorny Sawod in Zusammenarbeit mit dem Malinowski-Militärakademie der Panzertruppen durchgeführt. Im Jahr 1965 wurde der erste Prototyp vorgestellt und diversen Vergleichstests mit anderen Modellen unterzogen. Dabei stellte sich heraus, dass die Rad-Kettenkombination zu fehleranfällig war. Die Entscheidung fiel zugunsten des Objekt 765 aus, der schließlich 1969 an die Truppe ausgeliefert wurde.

## Bewaffnung
Die Wanne des Objekts 19 war eine Schweißkonstruktion aus gewalzten Stahlblechen, die dem BRDM-2-Entwurf ähnelte. In der Mitte befand sich das Kampfabteil mit dem Turm mit der Hauptbewaffnung, der 360° drehbar war. Durch diverse Luken konnten die maximal acht Soldaten den Innenraum verlassen.
Das Fahrzeug war mit einer 73-Millimeter-Glattrohrkanone (2A28) im Turm ausgerüstet. Die Granaten konnten nach Vorauswahl durch eine halbautomatische Ladevorrichtung geladen werden. Die Feuerfrequenz betrug maximal sechs Schuss pro Minute. Die effektive Reichweite belief sich auf 800 Meter, die maximale 1300 Meter. Zudem war eine Startschiene zum Start der Panzerabwehrlenkraketen 9M14 Maljutka (NATO-Bezeichnung: AT-3 Sagger) oberhalb der Kanone montiert. Insgesamt vier AT-3 wurden in speziellen Halterungen im Turm mitgeführt. Achsparallel zur Kanone war ein 7,62-mm-Maschinengewehr (PKT) eingebaut.

## Fahrgestelle
Als Fahrgestell wurde ein Radfahrgestell mit einer 4×4-Radanordnung verwendet. Für die Bewegung in schwierigem Gelände wurde zusätzlich ein Kettenlaufwerk verbaut, das sich zwischen den beiden Radachsen auf beiden Seiten der Wanne befand. Die Laufrollen stammten vom Schwimmpanzer PT-76. Die Umschaltzeit von Rad- auf Kettenantrieb und umgekehrt betrug zwischen 15 und 20 Sekunden.